# Activités de la CIA en Italie
La Central Intelligence Agency (CIA) s'est impliquée dans la politique italienne depuis la fin de la Seconde Guerre mondiale . La CIA fit basculer les élections générales de 1948 en faveur des démocrates-chrétiens de droite et continua à intervenir dans la politique italienne jusqu'au début des années 1960.

## 1948
Les élections générales de 1948 ont été fortement influencées par la guerre froide qui commençait entre les États-Unis et l'Union soviétique.
La CIA a reconnu avoir donné 1 million de dollars aux partis centristes italiens. Elle a également été accusée d'avoir publié de fausses lettres afin de discréditer les dirigeants du Parti communiste italien (PCI). Le National Security Act de 1947, qui a rendu possibles les opérations secrètes à l' étranger, avait été promulguée environ six mois plus tôt par le président américain Harry S. Truman .

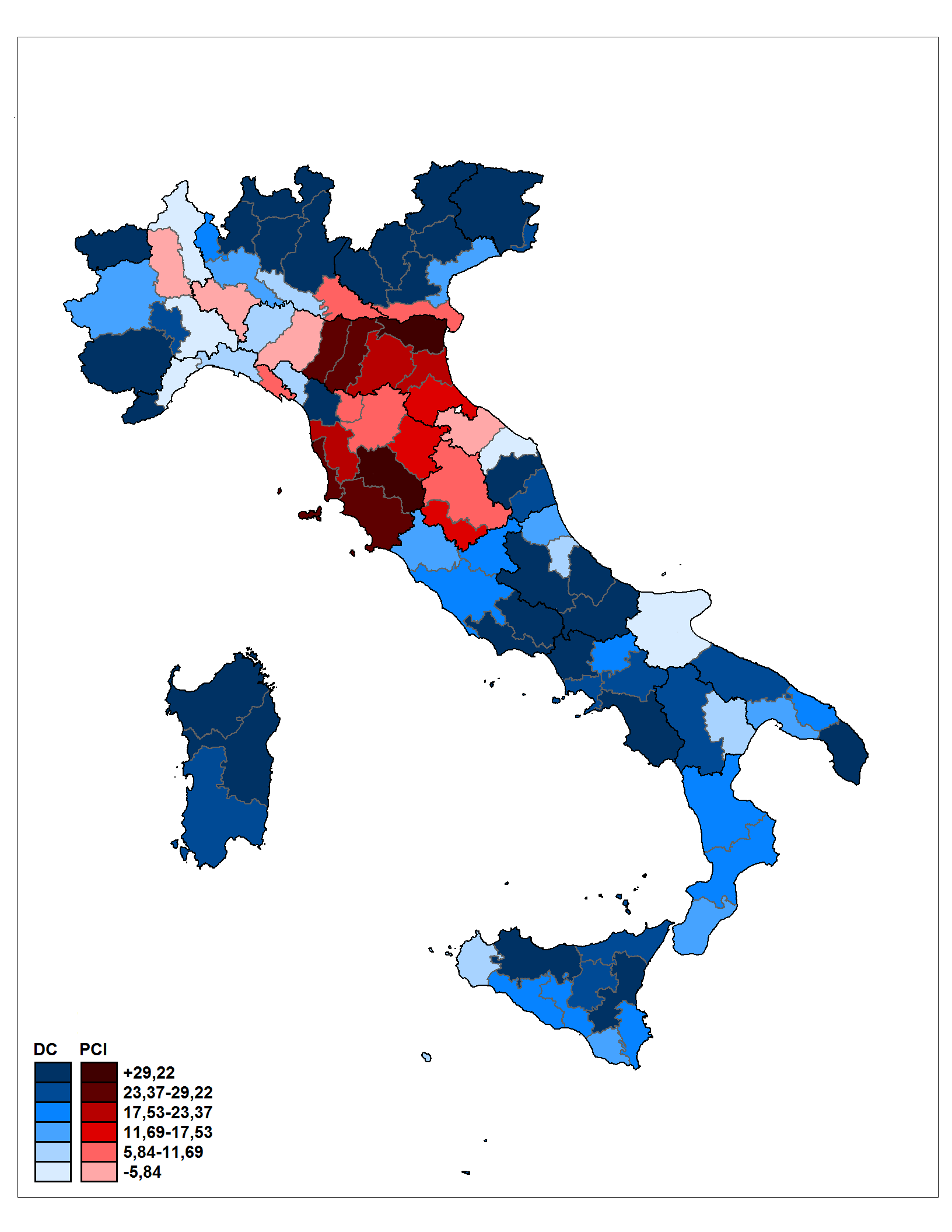
Différences.

L'agent de la CIA F. Mark Wyatt a déclaré "Nous avions des sacs d'argent que nous livrions à des politiciens sélectionnés, pour couvrir leurs dépenses politiques, leurs dépenses de campagne, pour des affiches, pour des brochures". Afin d'influencer l'élection, les agences américaines ont entrepris une campagne d'écriture de dix millions de lettres, ont fait de nombreuses émissions de radio sur ondes courtes et ont financé la publication de livres et d'articles, qui ont tous averti les Italiens de ce qu'était supposées être les conséquences d'une victoire communiste. Le magazine Time a soutenu la campagne, mettant en vedette le leader de la Démocratie chrétienne et Premier ministre Alcide De Gasperi sur sa couverture et dans son article principal le 19 avril 1948.
Au total, les États-Unis injectèrent de 10 à 20 millions de dollars dans le pays dans le seul but de contrer le PCI. De plus, des millions de dollars de l' Administration de la coopération économique affiliée au Plan Marshall ont été dépensés dans des « activités d'information » anticommunistes.
La CIA prétend que le PCI était financé par l' Union soviétique . Selon Wyatt : « Le Parti communiste d'Italie a été financé par des fonds clandestins directement sortis du complexe soviétique à Rome; et les services italiens en étaient conscients. À l'approche des élections, les montants ont augmenté et les estimations [sont] que 8 à 10 millions de dollars par mois sont en fait allés dans les coffres du communisme. Les fonds n'allèrent cependant pas en totalité au parti, une bonne part ayant été captée par les réseaux du syndicaliste  M. Di Vittorio , selon l'ancien agent de la CIA Bien que les chiffres soient contestés, il existe des preuves d'une aide financière, qualifiée d'occasionnelle et modeste, de la part du Kremlin. Le responsable du PCI Pietro Secchia et Staline discutèrent de ce soutien financier.
Les démocrates-chrétiens ont finalement remporté les élections de 1948 avec 48 % des voix, le Front démocratique populaire (FDP) obtenant 31 %. La pratique de la CIA consistant à influencer la situation politique s'est répétée à chaque élection italienne pendant au moins les 24 années suivantes Il faudra 48 années pour qu'une coalition de gauche remporte les élections générales, en 1996. Cela était en partie dû au penchant traditionnel des Italiens pour le conservatisme et, plus important encore, à la guerre froide, les États-Unis surveillant de près l'Italie dans leur détermination à maintenir une présence vitale de l'OTAN en Méditerranée et à conserver le statu quo convenu à Yalta en Europe occidentale.

## Guerre froide
La CIA a fourni en moyenne 5 millions de dollars par an en aide secrète à l'Italie de la fin des années 1940 au début des années 1960. Cette aide a servi à soutenir financièrement les gouvernements italiens centristes et à utiliser l'attribution de contrats pour affaiblir l'emprise du Parti communiste italien sur les syndicats.

## 1990

### Action paramilitaire secrète
Des responsables du gouvernement italien reconnaissent qu'un réseau de soutien appelé Opération Gladio a été formé contre l'éventualité d'une invasion de l'Italie du Pacte de Varsovie, et n'a pris fin qu'en 1990. Une controverse existe néanmoins autour de sa possible implication dans une série d' actions terroristes fascistes sous « faux drapeau » en Italie qui ont été imputées aux « Brigades rouges » et à d'autres groupes politiques de gauche dans le but de discréditer politiquement la gauche italienne. .
Le magistrat vénitien Felice Casson, alors qu'il enquêtait sur un attentat à la voiture piégée dans les années 1970 à Peteano, a découvert des références à Gladio lors d'une recherche dans les fichiers du SISMI, le service de renseignement italien. Le magazine Time a cité le Premier ministre Giulio Andreotti admettant que Gladio existait en raison du climat de l'époque et a reproché à l'opposition d'avoir "insinué des soupçons". Il a insisté sur le fait que bien que Gladio ait une structure militaire, "elle n'avait jamais été impliquée dans des activités terroristes". Selon Charles Richard, reporter pour The Independent, le général Paolo Inzerilli, chef d'état-major du SISMI, a déclaré que le réseau avait été fermé la semaine précédente de novembre 1990. Une commission parlementaire du renseignement, chargée d'enquêter sur l'affaire Gladio, a entendu les témoignages de trois anciens premiers ministres : Amintore Fanfani, Ciriaco De Mita et Bettino Craxi . Richards a déclaré que le général Gerardo Serravalle, chef de Gladio de 1971 à 1974, a déclaré à un journaliste de télévision qu'il pensait maintenant que l'explosion à bord de l'avion Argo 16 le 23 novembre 1973 était probablement l'œuvre de membres de Gladio qui refusaient de remettre les armes qu'ils avaient. obtenu de Gladio. Jusque-là, il était largement admis que le sabotage avait été mené par le Mossad, le service secret étranger israélien, en représailles à la décision du gouvernement italien pro-libyen d'expulser, plutôt que de juger, cinq Arabes qui avaient tenté de faire sauter un avion de ligne israélien. . Les Arabes avaient été chassés du pays à bord de l'Argo 16.
Le département d'État américain a nié toute implication dans le terrorisme et a déclaré que certaines des affirmations avaient été influencées par une falsification soviétique présumée, le US Army Field Manual 30-31B .

## 2003

### Action secrète et aspects de droit international
L'affaire Abu Omar (ou affaire Imam Rapito - « affaire de l'Imam kidnappé ») fait référence à l'enlèvement et au transfert en Égypte de l'imam de Milan Hassan Mustafa Osama Nasr, également connu sous le nom d'Abou Omar. Les controverses juridiques entrainées par l'affaire portent sur les restitutions extraordinaires effectuées par la CIA dans le contexte de la guerre mondiale contre le terrorisme .
Le 23 décembre 2005, un juge a délivré un mandat d'arrêt européen contre 22 agents de la CIA pour l'enlèvement présumé d'un terroriste égyptien présumé. Le 22 janvier 2006, le ministre italien des Affaires étrangères a transmis aux autorités américaines une demande de coopération judiciaire.